# 2024년 엥가 산사태
2024년 엥가 산사태는 2024년 5월 24일 파푸아뉴기니 엥가주 마입무리타카 교외 LLG 지역에서 발생한 산사태이다. 산사태로 6명이 사망했음을 확인했고 공식적인 사망자수는 집계되지 않았으나 대부분의 출처에서 100명 이상이 사망했다고 보도하고 있다. 또한 카오칼람과 얌발리 마을에서만 최소 3천명이 실종되었다고 보고 있다. 유엔은 산사태로 최소 670명이 매몰되었다고 추정하고 있다.

## 원인
파푸아뉴기니는 산악이라는 지형, 날씨, 빈곤, 기후, 정부의 잘못된 관리 등이 합쳐져 주기적으로 큰 피해를 끼치는 산사태가 반복해서 일어났다. 앞서 2024년 3월부터 기후변화로 인한 폭우와 홍수가 빈발했다. 4월에 발생한 한 차례의 산사태로 14명이 사망했고 4월 한 달 간 최소 21명이 산사태로 사망했다.
5월 18일에는 산사태가 발생한 자리에서 서쪽으로 105 km 지점에서 규모 Mw4.5의 지진이 발생했다. 진원 깊이는 126.2 km였다. 현지인들은 지진이 산사태의 원인이라고 주장했다. 하지만 국제 적십자사는 이 지진으로는 산사태가 발생할 수 없으며 금광 채굴이나 폭우 때문에 발생한 산사태라고 말했다.

## 피해
산사태 발생 시각은 2024년 5월 24일 오전 3시경(현지 시각, UTC 기준 5얼 23일 17시경)으로 뭉갈로산에서 수많은 토사가 쏟아지는 산사태가 발생했다. 산사태로 마입무리타카 교외 LLG의 최소 6개 마을이 피해를 입었다. 카오칼람 마을에서는 주택 수십 채가 파괴되고 최소 300명이 사망했다고 추정된다. 포르게라 금광으로 향하는 고속도로도 산사태로 막혔고 카오칼람으로 이어지는 주 도로는 150 m 구간이 유실되어 연료와 식량, 물품 보급에 큰 차질을 빚었다. 얌발리 마을에서는 약 3천명이 산사태에 매몰되었다고 추정되며 수도 포트모르즈비로 이어지는 고속도로도 막혔다. 마을에 식량을 보급해 주던 장원과 하천 3곳도 산사태에 매몰되거나 파괴되었다. 국제이주기구(IOM)은 이번 산사태로 덮인 면적이 "축구장 3~4개 크기"에 달한다고 말했다. 토사가 파묻힌 깊이는 6~8 m에 달한다.
비공식적인 사망자수 추정은 매우 다양한데 ABC 뉴스 및 기타 소식통은 최소 100명 사망을 보도하고 있으며 《파푸아뉴기니 포스트 커리어》는 1천명 이상 사망설을 보도하고 있다. 파푸아뉴기니 정부 측은 공식 사망자수를 발표하지 않았다. 최소 4천명이 산사태의 직접적인 영향을 맞았다. 시신 6구가 수습되었다. 7명이 부상을 입었으며 4명이 구조되었고 주택 1,182채가 파괴되거나 파묻혔다. 그 외 돼지 5천마리 이상도 파묻히고 상점 100여곳, 차량 5대도 산사태에 매몰되었다.

## 여파와 반응
파푸아뉴기니의 총리 제임스 마라페는 파푸아뉴기니 국방군에게 구호 작전을 수행하고 시신을 수습하며 파괴된 인프라를 재건하라고 현장에 파견했다. 그 외 경찰, 공학자, 유엔 직원도 피해 현장에 파견되었고 일부 현지인은 응급대원으로 활동했다. 해질 무렵부터는 현장 구조대가 굴삭기 기계와 도구를 동원해 생존자 수색을 시작했다.
국제 인도주의 기관 국제 원조 구호 기구(CARE)와 파푸아뉴기니 적십자사는 피해 상황을 확인 중이라고 말했다. 이후 국제 원조 구호 기후는 2024년 2월 당시 부족간 충돌로 인해 발생한 난민을 포함해 약 4천명이 재난 이후 인도적 지원이 시급한 상태라고 발표했다. 오스트레일리아와 미국 정부는 인도주의적 지원을 제공할 준비가 되었다고 발표했다. 큰 바위가 떠밀려오고 나무가 쓰러져 구조 작업이 어려움을 겪고 있으며, 국제 적십자사는 피해 현장에 인도주의적 지원이 도착하는 데 최대 이틀이 소요된다고 예상했다. ABC 뉴스는 카오칼람 마을이 한동안 헬기로만 접근 가능한 상황이라고 보도했다.
파푸아뉴기니 의회는 희생자를 추모하기 위해 1분간의 묵념식을 가졌다. 2024년 5월 30일 국회의장 잡 포마트는 마라페 대통령을 향한 불신임 결의 제출 계획 중 발생한 재난에 대해 의원들을 질책했다. 5월 31일 대통령은 산사태 현장을 방문했으며 재건을 위해 2천만 키나를 기부하겠다고 발표했다.

## 같이 보기
- 1998년 파푸아뉴기니 지진
- 2013년 북인도 홍수 - 21세기 가장 많은 사망자가 발생한 산사태
- 2014년 바다흐샨 산사태 - 사태 이전 가장 많은 사망자가 발생했던 산사태
- 산사태 목록